# Prudki (rejon poczinkowski)
Prudki (ros. Прудки) – wieś (ros. деревня, trb. dieriewnia) w zachodniej Rosji, centrum administracyjne osiedla wiejskiego Prudkowskoje rejonu poczinkowskiego w obwodzie smoleńskim.

## Geografia
Miejscowość położona jest 1 km od drogi federalnej R120 (Orzeł – Briańsk – Smoleńsk – Witebsk), 4,5 km od centrum administracyjnego rejonu (Poczinok), 47 km od stolicy obwodu (Smoleńsk).
W granicach miejscowości znajdują się ulice: Budienowka, Centralnaja, Mołodiożnaja, Oziornaja, Prigorodnaja, Prigorskaja, Szkolnaja, Urickaja, Woroszyłowka.

## Demografia
W 2010 r. miejscowość zamieszkiwało 199 osób.